# Nouvelle objectivité (cinéma)

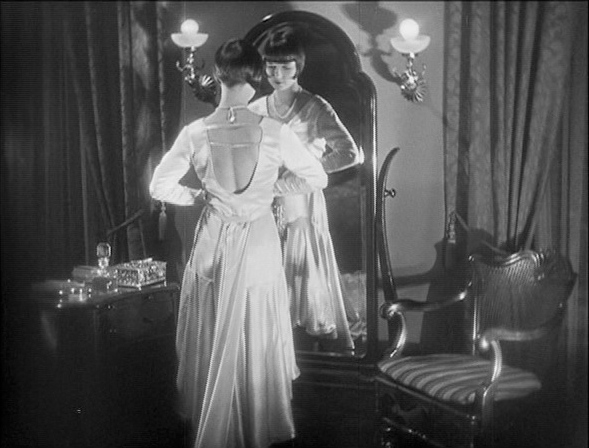
Louise Brooks dans Loulou de Georg Wilhelm Pabst (1929)

La Nouvelle objectivité au cinéma est un courant cinématographique apparu en Allemagne au milieu des années 1920 en réaction au cinéma expressionniste. Ce courant atteint son apogée à la fin des années 1920 et au début des années 1930, puis est stoppé par l'arrivée au pouvoir d'Adolf Hitler et de son ministre Joseph Goebbels, qui a sous sa tutelle l'industrie cinématographique allemande.

## Description
Adoptant un terme utilisé en peinture et en littérature, la Nouvelle objectivité au cinéma se veut totalement à contre-courant de l'expressionnisme, dont elle abandonne les caractères symboliques et expressifs, les environnements exotiques, le romantisme fantastique et les créatures légendaires ou cauchemardesques. Elle privilégie un réalisme qui se situe dans son propre présent, prend pour sujet des conflits aigus sociaux et psychologiques, et tend vers la critique sociale. Une froideur objective, dénuée de toute empathie envers les personnages du film et confinant au cynisme, et un fatalisme proche du naturalisme, sont caractéristiques de ce mouvement. Il s'y ajoute une fascination pour la technologie, l'architecture, les machines et la grande ville, s'exprimant à l'aide d'un montage particulièrement rapide et rythmé dans des films souvent proches du documentaire.

## Historique
Le terme « nouvelle objectivité » (en allemand : Neue Sachlichkeit, pouvant également être traduit par « nouveau réalisme ») apparait lors de l'exposition de peinture Die Neue Sachlichkeit. Deutsche Malerei seit dem Expressionismus (de) (« La nouvelle objectivité. Peinture allemande depuis l'expressionnisme ») à Mannheim en 1925. Très rapidement, ce courant gagne le roman et le spectacle vivant, et se fait connaître internationalement par l'architecture, le design, la photographie et surtout le cinéma.

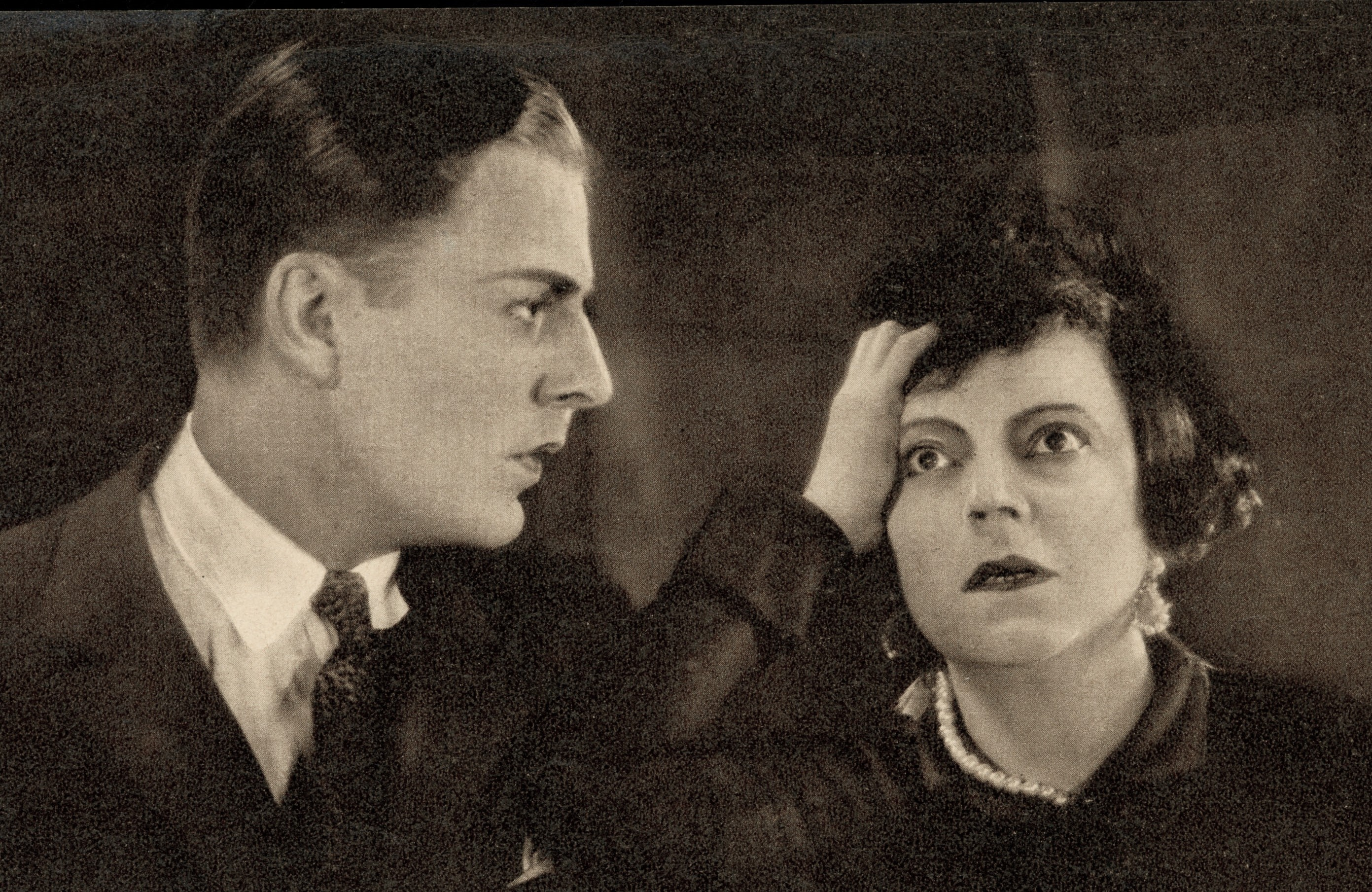
Werner Pittschau et Asta Nielsen dans La Tragédie de la rue (1927)

Ce nouveau réalisme cinématographique est associé à plusieurs genres filmiques qui apparaissent alors, le "Berlinfilm", ou film-portrait de la métropole de Berlin, et son dérivé "Pensionsfilm" (« film de pension de famille ») décrivant la vie d'un immeuble ou d'un quartier, le Querschnittfilm (de) (« film transversal »), terme introduit par Béla Balázs et explicité en français par "film de coupe sociologique transversale" par André Z. Labarrère et Roland Schneider, dans lequel Siegfried Kracauer voyait « l'expression la plus parfaite de la Nouvelle Objectivité au cinéma »,, et dont l'archétype est Berlin, symphonie d'une grande ville ; il apparaît aussi dans le Straßenfilm (« film de rue »), avec La Rue (Karl Grune, 1923), La Tragédie de la rue (Bruno Rahn, 1927), avec la grande star du muet Asta Nielsen, au jeu encore expressionniste, L'Enfer des pauvres (1929) et Sur le pavé de Berlin (d'après Berlin Alexanderplatz de Döblin, 1931) de Phil Jutzi, où la rue est le lieu de tous les vices et de tous les dangers.
Plusieurs films produits par la société Prometheus de 1926 à 1931 répondent au genre du film prolétarien, tels L'Enfer des pauvres et Ventres glacés ; ils montrent l'organisation de solidarité du mouvement ouvrier comme un moyen de sortir des conditions de vie désespérées des travailleurs. À la catégorie voisine « film d'étude de milieu » (de), en argot berlinois "Miljöhfilm", appartiennent Grisou (1923), Les Déshérités de la vie (1925), 117 bis Grande Rue (1926), Les Illégitimes (de) (1926), Um's tägliche Brot (Hunger in Waldenburg) (de) (1929), Telle est la vie (de) de Carl Junghans (de), avec Vera Baranovskaïa (1929), Cyankali (de) (Cyanure) de Hans Tintner (de) (1930) et Adieux de Robert Siodmak (1930).
Se superposant parfois aux précédents, un autre sous-genre est le "Zille-Film", inspiré des œuvres du graphiste Heinrich Zille ou réalisé en collaboration avec lui ; avec ses illustrations très populaires, Zille caricaturait en l'humanisant la vie des pauvres dans le Berlin de Weimar. Les Déshérités de la vie, L'Enfer des pauvres, 117 bis Grande Rue, Les Illégitimes (de) font partie des Zille-films, où le nom de cet illustrateur très apprécié du public apparait au générique et à l'affiche.
Malgré la forte concurrence du cinéma américain à partir de 1927, le cinéma d'avant-garde des années 1925-1933 obtient de bonnes audiences en Allemagne. La Rue sans joie reste plusieurs semaines à l'affiche à Berlin. En France, où le succès du Cabinet du docteur Caligari et des autres films expressionnistes occulte le reste de la production allemande, les quelques films de la Nouvelle objectivité importés, parfois remontés ou mutilés par les distributeurs, reçoivent cependant des critiques favorables des professionnels et de la presse, hormis celles venant des surréalistes. Ensuite, censuré par la politique cinématographique nationale-socialiste du Troisième Reich, le cinéma de la Nouvelle objectivité est complètement effacé des salles puis des mémoires, d'autant plus que de nombreuses pellicules ont été détruites, amputées ou perdues. Les premiers historiens d'après-guerre, axés surtout sur l'expressionnisme et le Kammerspielfilm, comme Georges Sadoul,, Lotte Eisner ou Pierre Leprohon, en parlent à peine. De même, René Jeanne et Charles Ford passent assez rapidement sur le sujet. À l'inverse, mais avant la Libération, Bardèche et Brasillach, avec leur point de vue d'extrême droite et antisémite, le détaillaient pour mieux le critiquer et, à part quelques exceptions, justifier sa condamnation par les nazis. Aucun des ouvrages ne fait référence à la "Nouvelle objectivité", et ces pionniers francophones de l'histoire du cinéma n'utilisent que les termes « réalisme », « nouveau réalisme » ou encore « fantastique social ». En 1973, Jean Mitry est le premier à citer la « Neue Sachlichkeit », mais sans sa traduction française en Nouvelle objectivité.

## Esthétique

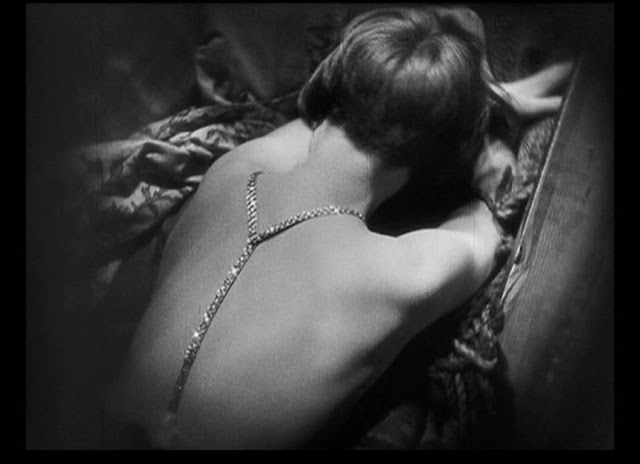
Louise Brooks dans Loulou de G. W. Pabst (1929)

En tant que style cinématographique, la Nouvelle objectivité se traduit par des décors réalistes et une tendance à filmer les objets liés aux personnages plutôt que l'expression de leurs sentiments. À propos du film de Kammerspiel La Nuit de la Saint-Sylvestre de Lupu Pick, Maurice Bardèche a bien décrit ce procédé : « Les objets ont un langage pour les personnages du drame, et souvent ces objets eux-mêmes sont les images et les messages du drame, ils sont chargés pour nous de la signification que leur donnent les sentiments et les souvenirs des personnages, nous devons les voir avec leur regard même ». À la demande des réalisateurs, le jeu des acteurs formés à l'école expressionniste devient beaucoup plus sobre.
Malgré cet anti-expressionisme voulu par les auteurs, les frontières entre les styles restent perméables ; dans le genre alors très répandu du Kammerspiel, plusieurs films annoncent la Nouvelle objectivité, tandis que d'autres gardent des éléments expressionnistes. Inversement, La Rue sans joie, premier grand exemple de Nouvelle objectivité, a été vu par certains critiques français comme un film expressionniste.
Initiée par Lupu Pick dans le Kammerspielfilm, la suppression des intertitres devient presque complète. Elle s'associe à des innovations dans le découpage, l'utilisation du gros plan et du champ-contrechamp, et au recours dès le début du cinéma sonore au monologue intérieur et à l'adjonction de sons divers, prenant le pas sur les dialogues, qui sont parfois inexistants, dans des films proches du documentaire. Le montage acquiert un rôle primordial dans l'esthétique du film. Commentant Berlin, symphonie d'une grande ville, René Jeanne et Charles Ford saluent « le montage le plus savamment ordonné, le plus complet, le plus parfait qui ait jamais été réalisé ». Rennsymphonie (« La symphonie des courses »), court métrage documentaire tourné en 1928 par Hans Richter, montre en un montage virtuose de séquences très brèves tout le déroulement d'une course de chevaux et ses à-côtés. À propos du film de montage de la Nouvelle objectivité, plusieurs auteurs ont souligné ses rapports étroits avec le cinéma-vérité soviétique contemporain de Dziga Vertov, notamment son chef-d'œuvre sorti en 1929, L'Homme à la caméra.
De même que la Nouvelle objectivité en peinture diverge en plusieurs courants allant du naturalisme le plus cru, voire sordide, au réalisme dit magique de Franz Roh, en passant par une forme de réalisme plus classique, la Nouvelle objectivité cinématographique couvre un champ large allant du film quasi-documentaire, objectif dans la forme, mais quand même parfois très politisé à gauche, aux films dont le scénario, la dramaturgie, la mise en scène, la qualité de la photographie, la beauté des décors et la distribution des acteurs sont prévus pour apporter le succès au box-office et obtenir une diffusion internationale. Pour ces derniers, les films de Georg Wilhelm Pabst sont les meilleurs exemples, tandis que les films à thème politico-social, où l'aspect « artistique » est au second plan, ont perdu rapidement l'affection du public, trop marqués par les « tendances de la misère pittoresque », le « folklore de la misère », ou le populisme de gauche insupportable aux yeux de l'extrême droite s'exprimant dans les écrits de Bardèche et Brasillach.

## L'image de la femme dans le cinéma de la Nouvelle objectivité

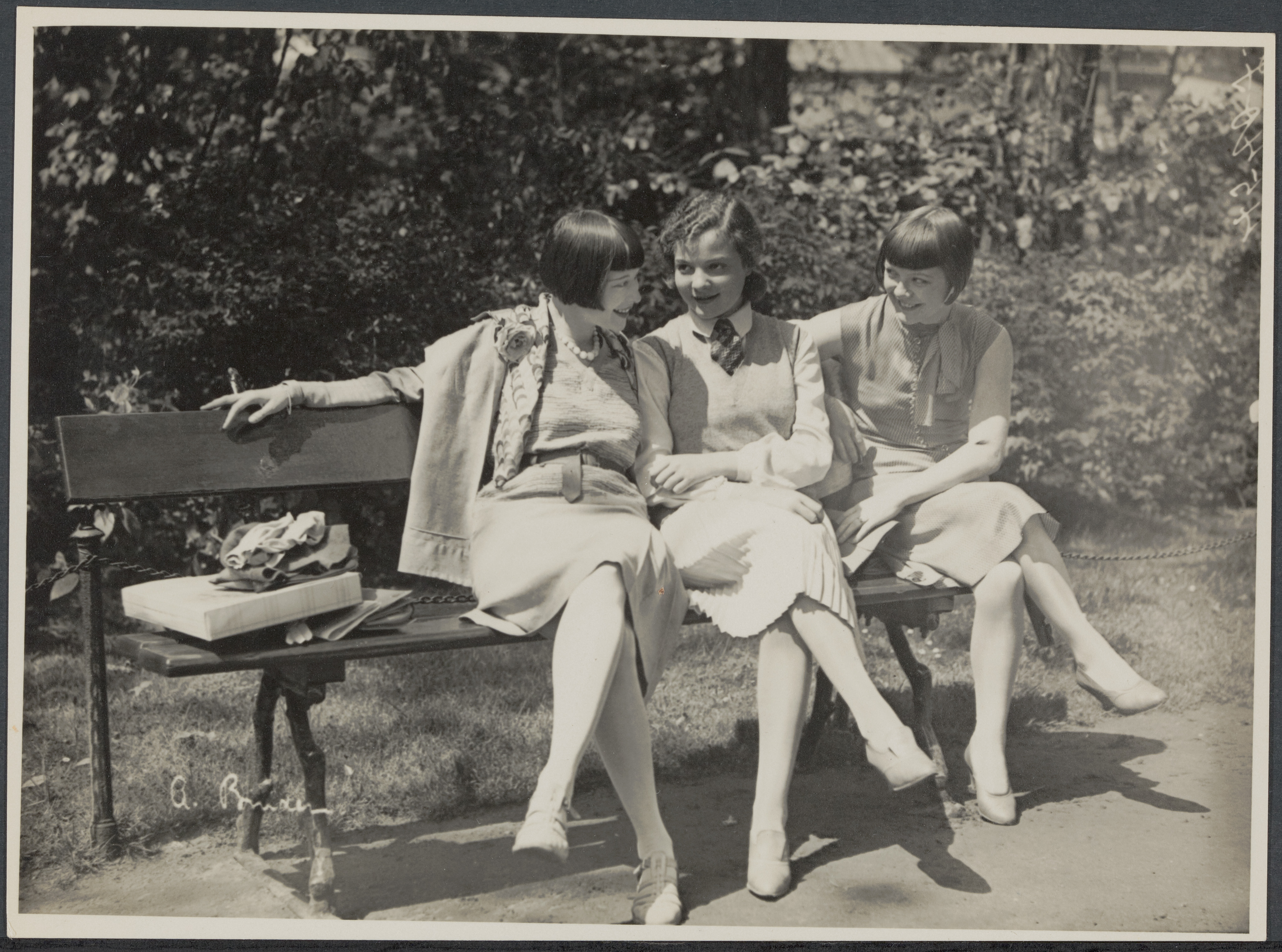
L'actrice Truus van Aalten photographiée avec deux amies par Alexander Binder, c.1929

Les années de Weimar voient une importante évolution de la place des femmes dans la société allemande, avec notamment l'obtention du droit de vote fin 1918. Après avoir remplacé les hommes dans les usines et les services pendant la guerre, elles veulent garder leur place dans le monde du travail, réclament l'égalité des droits dans tous les domaines, peuvent décider de ne pas se marier et s'efforcent d'être autonomes sur le plan économique. Le taux de divorce augmente sensiblement en 1919. Selon Elsa Herrmann (en) (So ist die neue Frau, Dresde-Hellerau, Avalun Verlag, 1929), « la guerre éveilla les femmes de leur léthargie et leur confia la responsabilité de leur propre sort ». Les femmes participent désormais à la culture de masse de la société de consommation, et les jeunes allemandes de la classe moyenne représentent une importante clientèle des salles obscures.
De façon significative, Berlin est la ville choisie pour la tenue en 1929 du 11e congrès de l'Alliance internationale des femmes.
Le changement dans les mentalités s'exprime par des ruptures avec les conventions et une modification des codes sociaux imposés jusque-là. La Neue Frau est un nouvel archétype féminin qui apparait vers 1924 : elle a les cheveux courts, la mode lui fait une silhouette androgyne, tout en raccourcissant ses robes au niveau des genoux ; elle fume en public, fait du sport, conduit une motocyclette ou une automobile et fréquente les salles de spectacle. Les intellectuelles comme Sylvia von Harden annexent le monocle, les lesbiennes travesties portent chemise, cravate et pantalons, les chanteuses de cabaret montrent leurs jambes mais arborent haut-de-forme et nœud papillon. Une image glamour de la Nouvelle Femme est largement exploitée par la publicité, les magazines ainsi que dans le cinéma, où elle culmine avec l'iconique Louise Brooks dans les deux films de Pabst de 1929, Loulou et Le Journal d'une fille perdue.

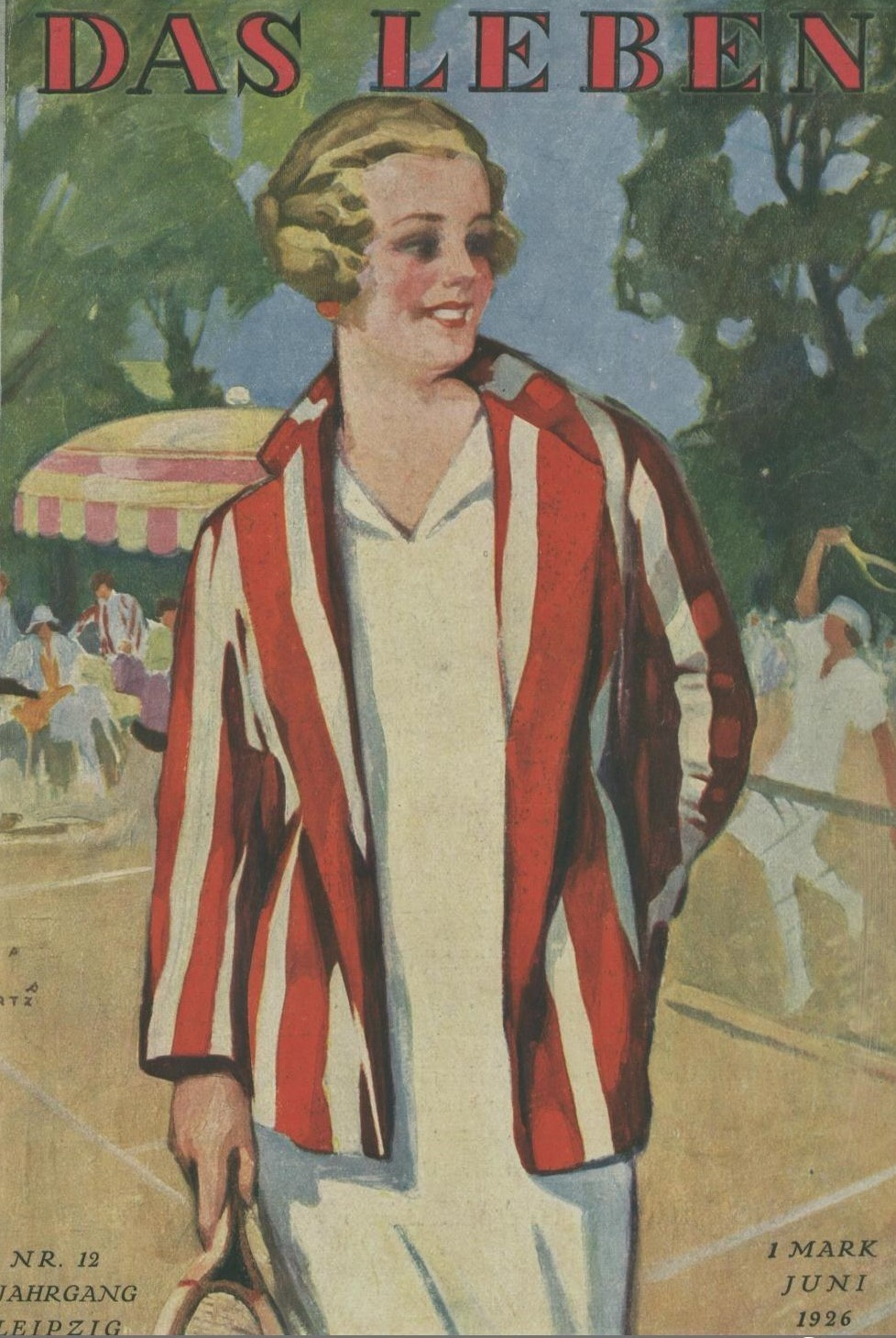
Magazine Das Leben, juin 1926
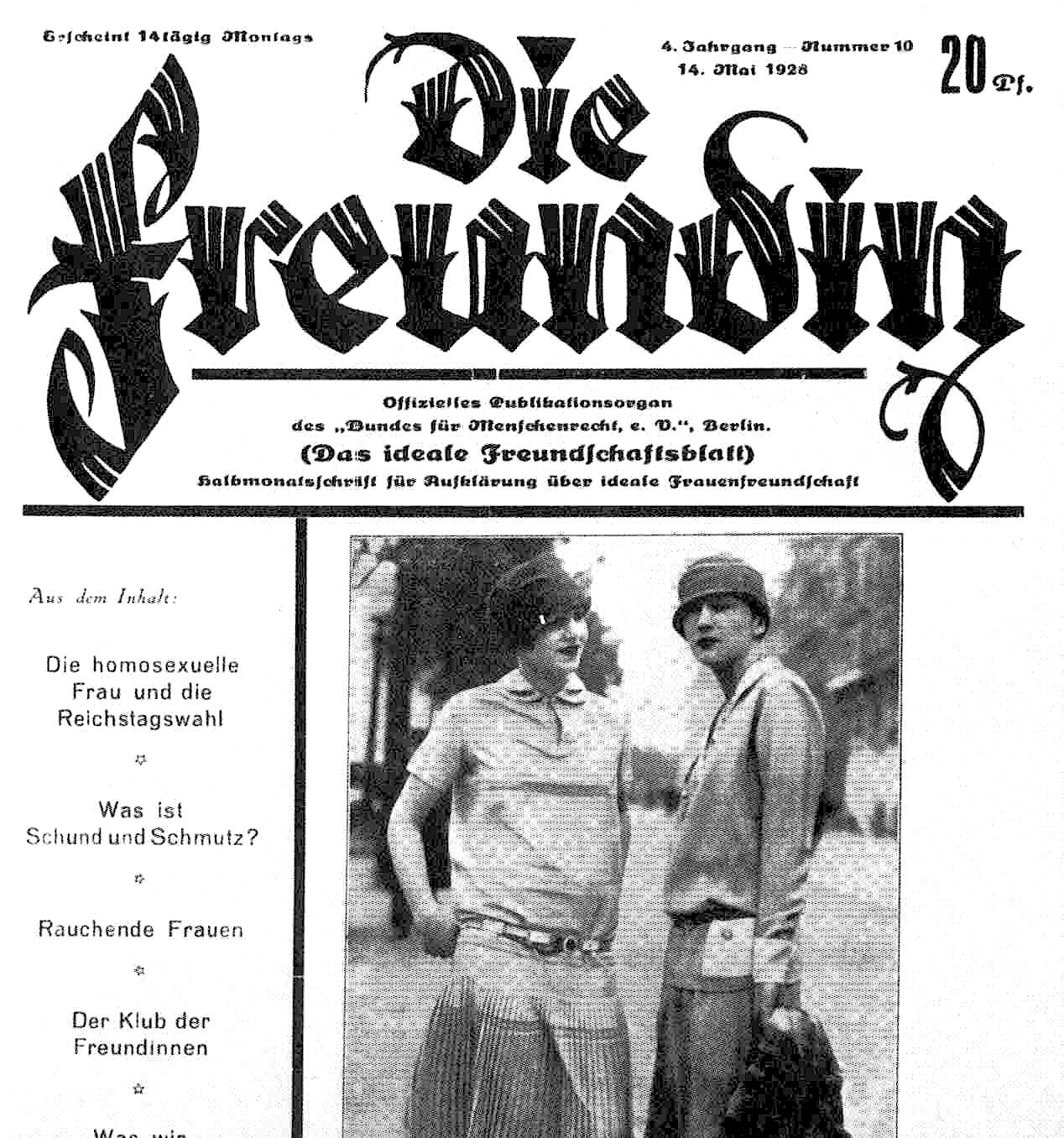
Magazine Die Freundin, 14 mai 1928
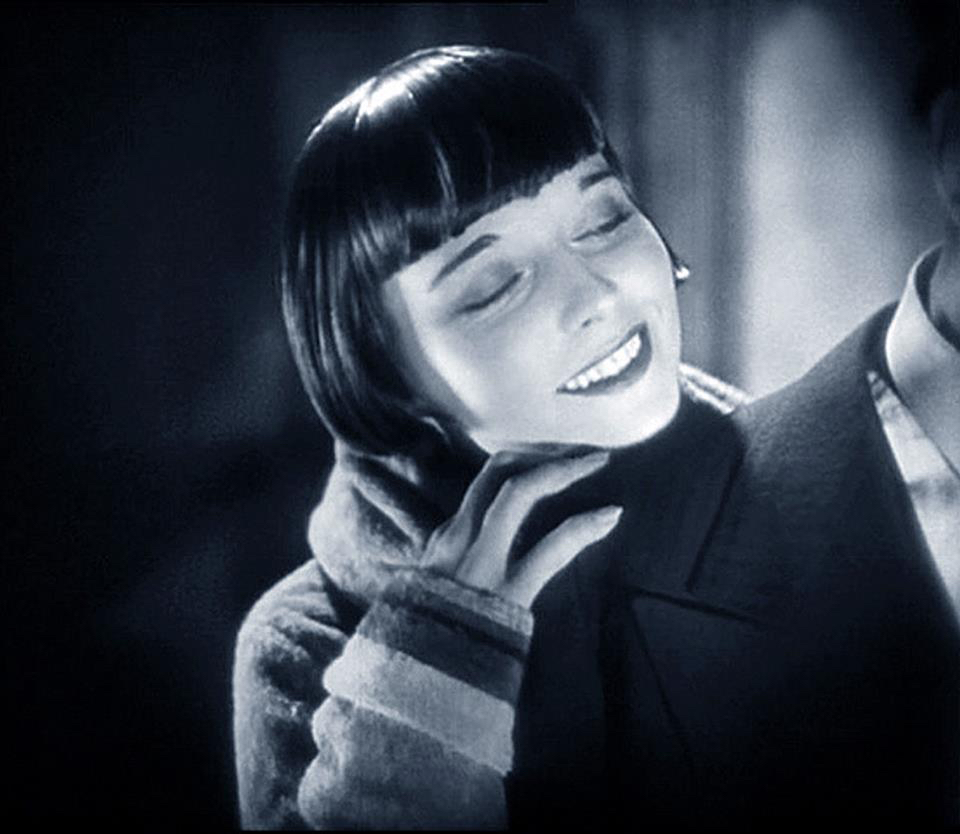
Louise Brooks dans Loulou de G. W. Pabst (1929)
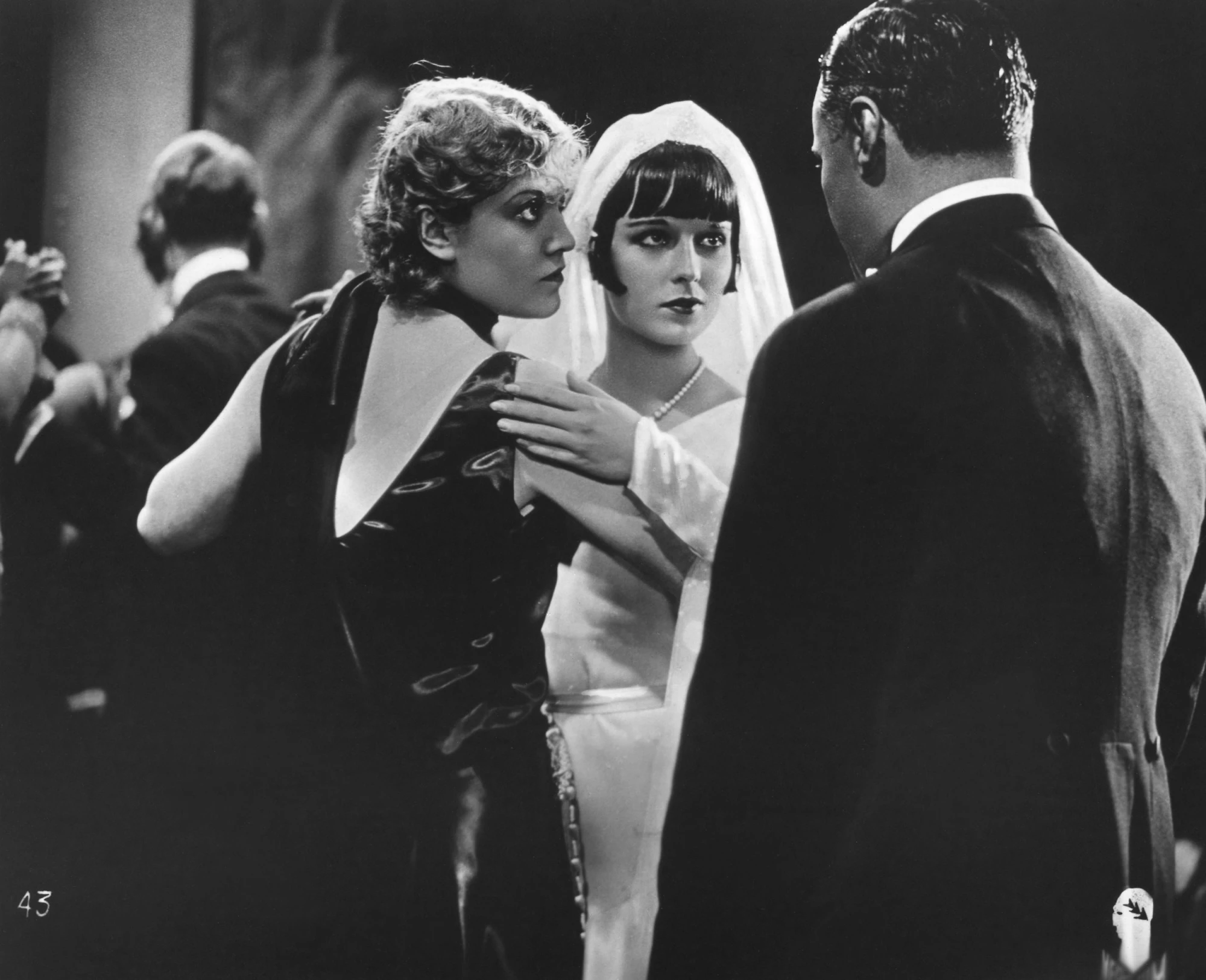
Loulou et la comtesse Geschwitz (Alice Roberts) dans Loulou
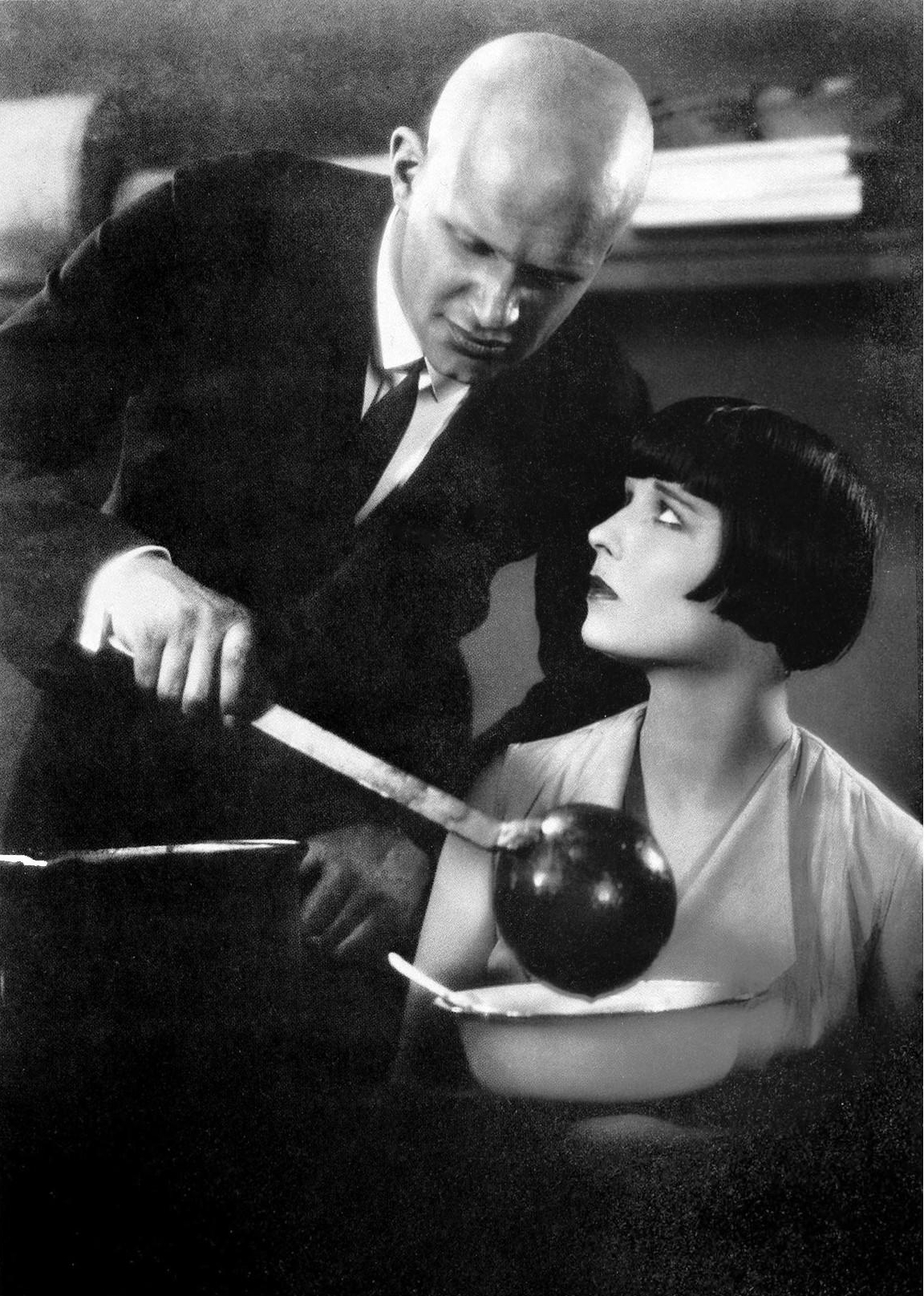
Louise Brooks dans Le Journal d'une fille perdue de G. W. Pabst (1929)

Cependant, la Nouvelle objectivité va plus loin que cette représentation superficielle de la femme, et évoque sans détour la liberté sexuelle, le désir, le lesbianisme, l'avortement, la prostitution, ou encore le meurtre sexuel et le féminicide, ainsi que l'héroïne devenant elle-même une meurtrière. Les films ont souvent une femme pour personnage principal, ou au minimum à l'égal du partenaire masculin. Mais peu de femmes ont dans la vraie vie l'aisance financière leur permettant de vivre selon l'image idéalisée et élitiste de cette Neue Frau. Avec leurs personnages de romans partiellement autobiographiques de « nouvelle femme » des "Goldene Zwanziger" (« Les années dorées », 1924-1929) puis de la Grande Dépression, Irmgard Keun et Marieluise Fleisser décrivent les luttes d'influence dans la société portant sur le genre, la classe sociale et le désir. Bien que pouvant figurer à l'écran — pour la séduction des spectatrices et des spectateurs — à la dernière mode des Années folles, les héroïnes de la Nouvelle objectivité cinématographique sont des femmes de classe sociale moyenne ou populaire, travaillant comme dactylo, vendeuse dans un magasin ou ouvrière dans une usine, éventuellement soumises à un harcèlement sexuel et parfois amenées à se livrer à la prostitution, favorisée par l'anonymat de l'existence dans la grande ville.

## Principaux réalisateurs et films. Actrices et acteurs

### Réalisateurs

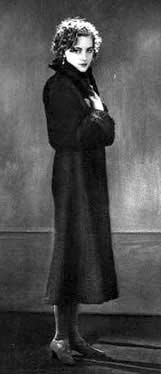
Greta Garbo dans La Rue sans joie (1925)

Avec ses trois collègues expressionnistes R. Wiene, F. W. Murnau et Fritz Lang, Georg Wilhelm Pabst est le plus célèbre réalisateur des années weimariennes,,,,,, et le chef de file de la Nouvelle objectivité, ; après ses débuts dans des Kammerspiel films proches de l'expressionnisme, il aborde à partir de 1925 des questions sociales telles que la pauvreté, le chômage, la corruption, l'avortement, la prostitution, les conflits du travail, l'homosexualité ou la toxicomanie. La Rue sans joie (1925), avec la presque  débutante Greta Garbo, est l'archétype des films sociaux et de l'esthétique réaliste de cette époque. Parmi les autres réalisateurs notables figurent Karl Grune, Berthold Viertel, Gerhard Lamprecht, Walter Ruttmann (Berlin, symphonie d'une grande ville, 1927), Joe May (Asphalte, avec Betty Amann en vamp, prostituée de la grande ville, 1929) et Leontine Sagan (Jeunes Filles en uniforme, 1931). Ernő Metzner est également à citer pour son court métrage Polizeibericht Überfall et en tant que chef décorateur de plusieurs films de G. W. Pabst.

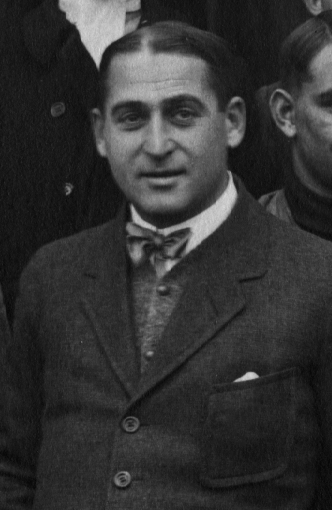
Joe May, 1919
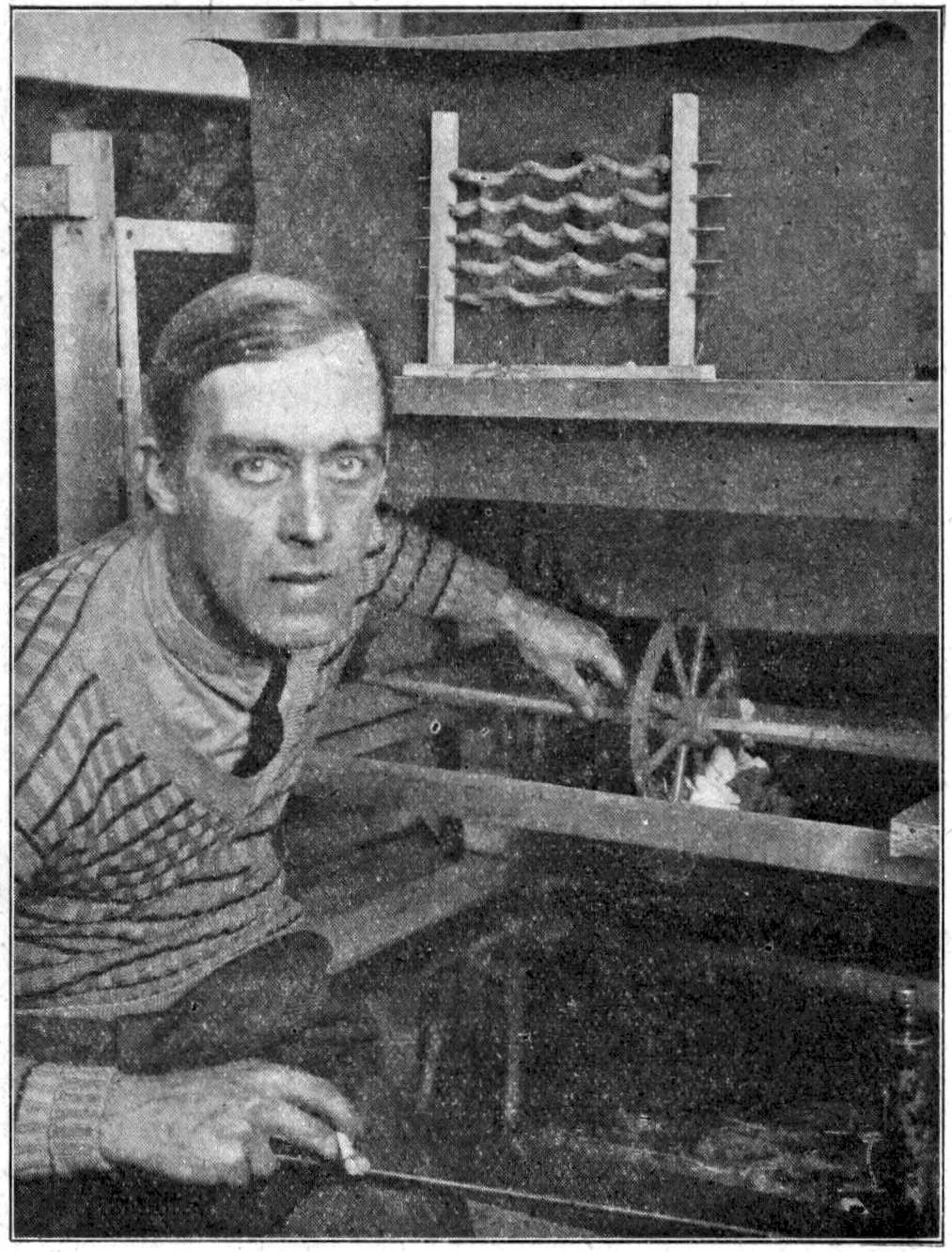
Walter Ruttmann, 1927
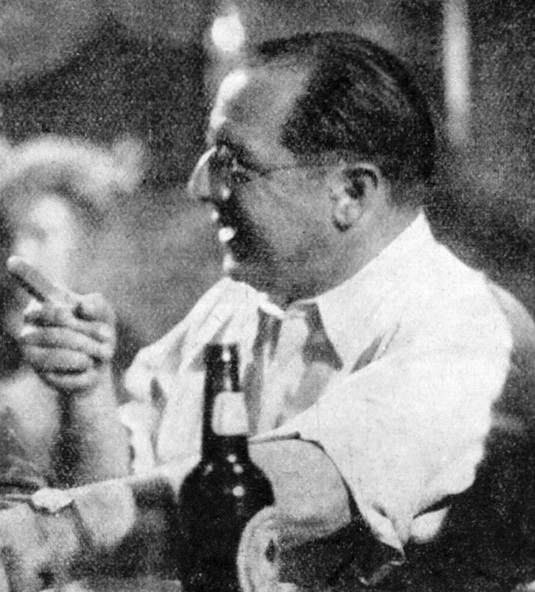
Georg Wilhelm Pabst, 1931

### Films
Télérama a établi une liste de dix grands classiques du cinéma se rattachant à la Nouvelle objectivité :
- Grisou (1923) de Karl Grune, avec Liane Haid
- La Rue sans joie (1925) de Georg Wilhelm Pabst, avec Asta Nielsen, Greta Garbo, Valeska Gert et Agnes Esterhazy
- Les Déshérités de la vie (1925) de Gerhard Lamprecht, avec Aud Egede-Nissen
- 117 bis Grande Rue (1926) de Gerhard Lamprecht, avec Aud Egede-Nissen
- Les Hommes le dimanche (1930) de Robert Siodmak, Edgar Georg Ulmer et Rochus Gliese (non crédité), scénario de Billie Wilder et Kurt Siodmak[28]
- Loulou (1929) de Georg Wilhelm Pabst, avec Louise Brooks
- La Tragédie de la mine (1931) de Georg Wilhelm Pabst
- Ventres glacés (1932) de Slátan Dudow, sur un scénario de Bertolt Brecht, avec Hertha Thiele, musique de Hanns Eisler
- La Zone de la mort (1931) de Victor Trivas et George Shdanoff (non crédité), musique de Hanns Eisler
- Die Abenteuer eines Zehnmarkscheines (1926) de Berthold Viertel assisté de Herbert Selpin, avec Imogene Robertson, scénario de Béla Balázs.

Affiches
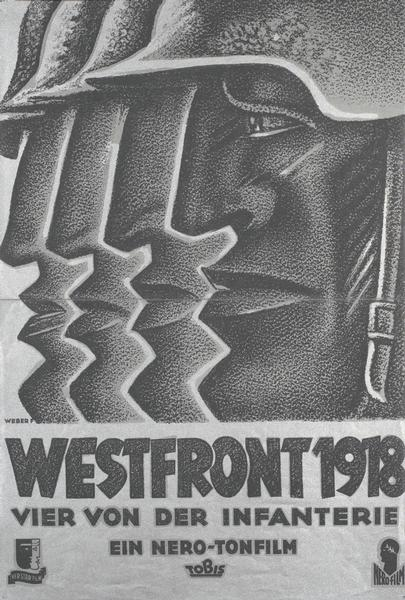
Quatre de l'infanterie, 1930
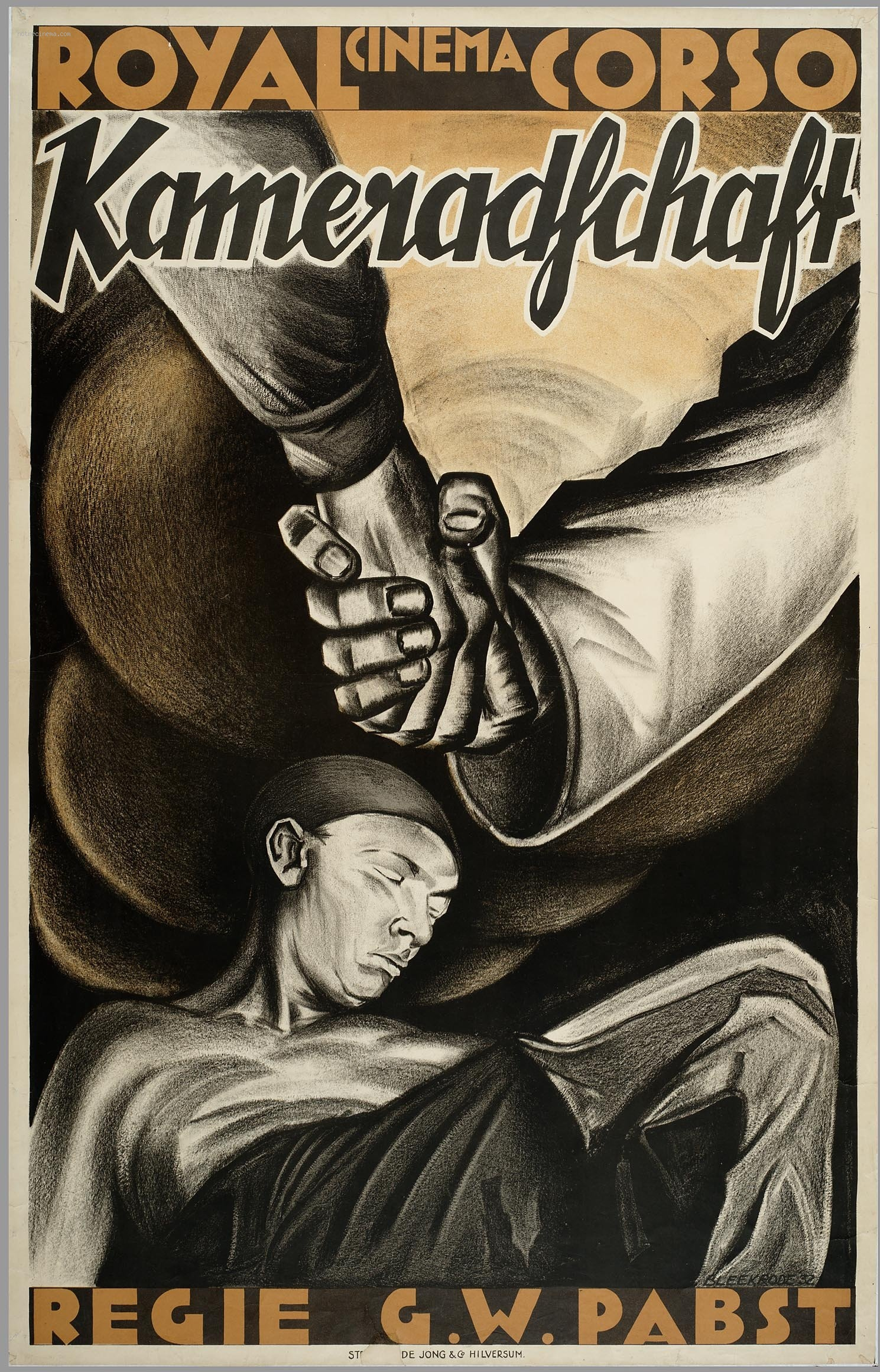
La Tragédie de la mine, 1931
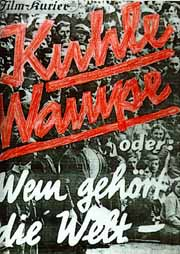
Ventres glacés, 1932

À cette liste, il faut ajouter Berlin, symphonie d'une grande ville de Walter Ruttmann (1927) et, de Phil Jutzi, L'Enfer des pauvres (1929, avec une musique de Paul Dessau) et Le pain quotidien (La faim à Waldenburg) (de), également en 1929. On peut mentionner aussi quatre autres films de Pabst, Les Mystères d'une âme (1926), L'Amour de Jeanne Ney (1927) avec Brigitte Helm, Le Journal d'une fille perdue (1929) et Quatre de l'infanterie (1930), ainsi que Le Dernier Fiacre de Berlin de Carl Boese (1926), Les Illégitimes (de) de Gerhard Lamprecht (1926), Les Tisserands de Friedrich Zelnik (1927), et Markt in Berlin/Wochenmarkt auf dem Wittenbergplatz (Marché à Berlin/Marché hebdomadaire sur la Wittenbergplatz) de Wilfried Basse (de) (1929).

### Actrices
La place conquise par les femmes dans la société weimarienne s'exprime dans le cinéma de la Nouvelle objectivité par des personnages féminins forts ou tragiques, incarnés entre autres par Asta Nielsen (La Rue sans joie, La Tragédie de la rue), Valeska Gert (La Rue sans joie, Le Journal d'une fille perdue, Telle est la vie (de), L'Opéra de quat'sous), Aud Egede-Nissen (La Rue, Les Déshérités de la vie, 117 bis Grande Rue), Greta Garbo (La Rue sans joie), Brigitte Helm (L'Amour de Jeanne Ney et Crise de G. W. Pabst, Eine von uns (de), adaptation du roman d' Irmgard Keun par Johannes Meyer), Hertha Thiele (Jeunes Filles en uniforme, Ventres glacés, Nous les mères, Petit homme – et maintenant ? (de)), et Louise Brooks (Loulou et Le Journal d'une fille perdue de G.W. Pabst).

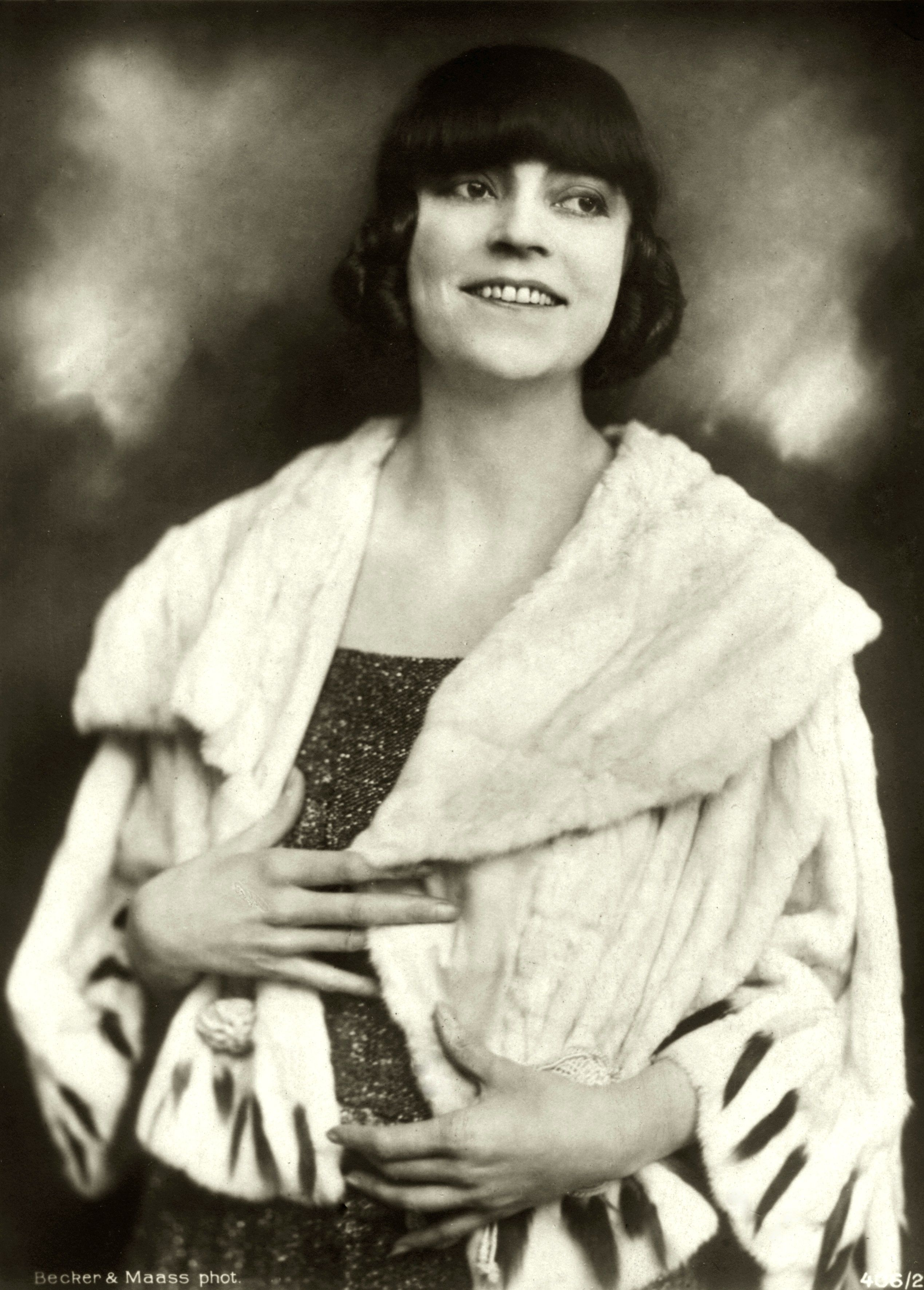
Asta Nielsen, c.1924
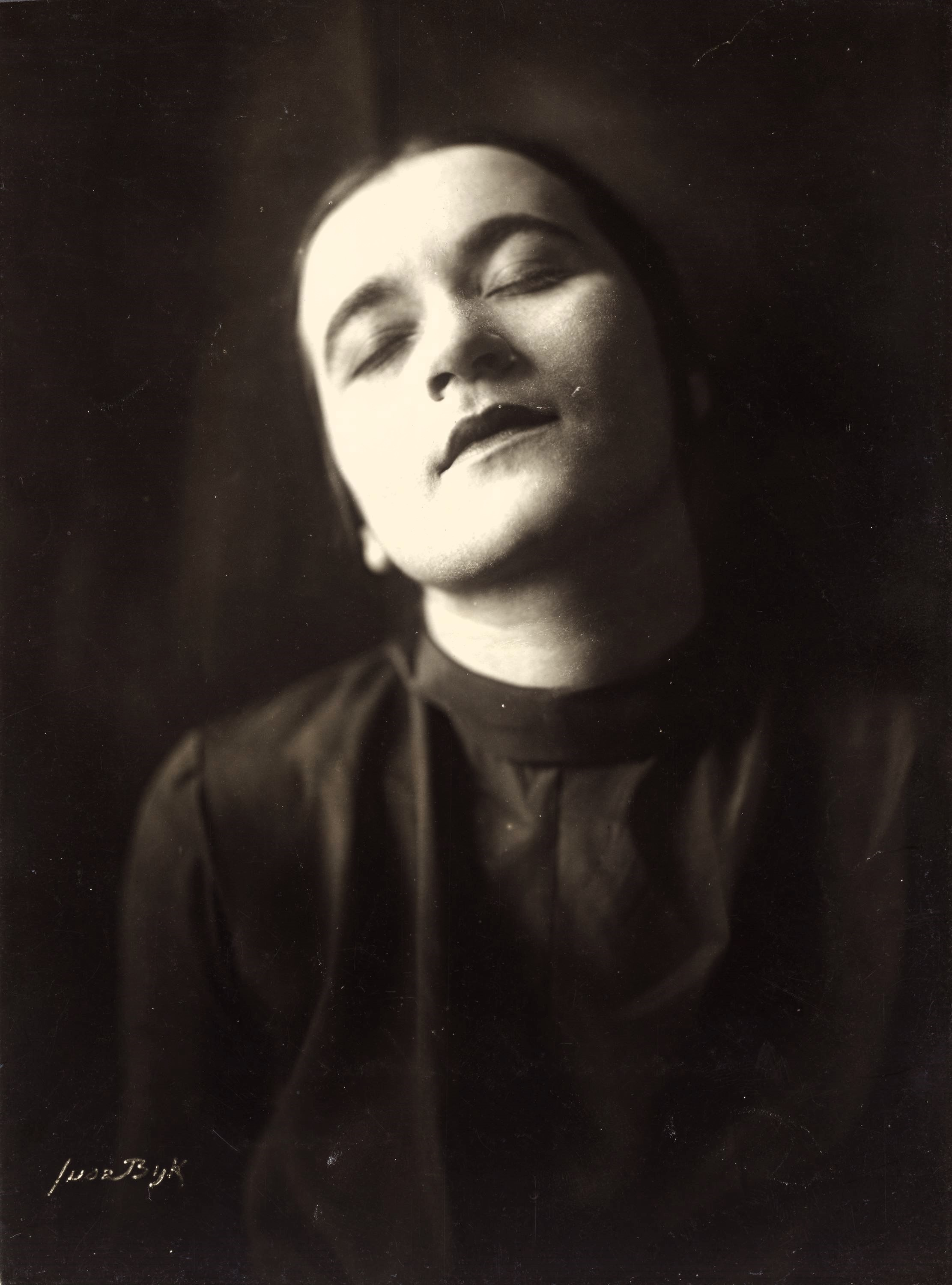
Valeska Gert photographiée par Suse Byk, c.1923-1925
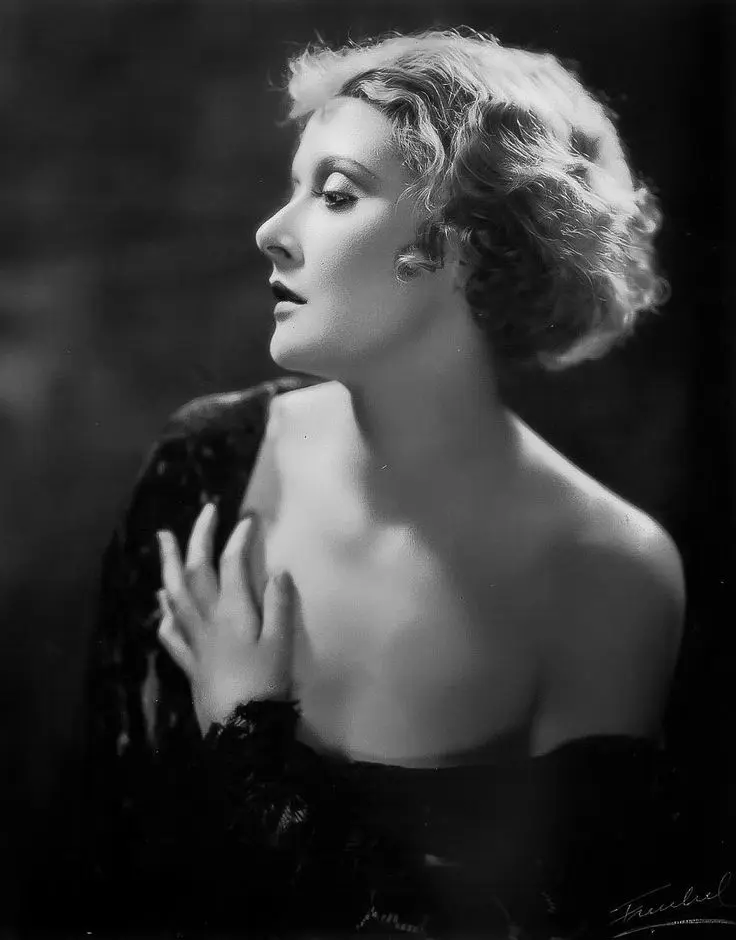
Imogene Robertson, c.1926
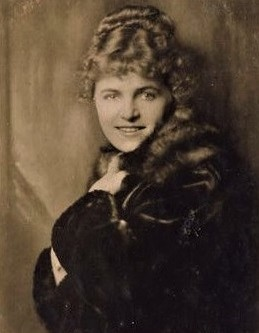
Aud Egede-Nissen, portrait par Alexander Binder, c.1928
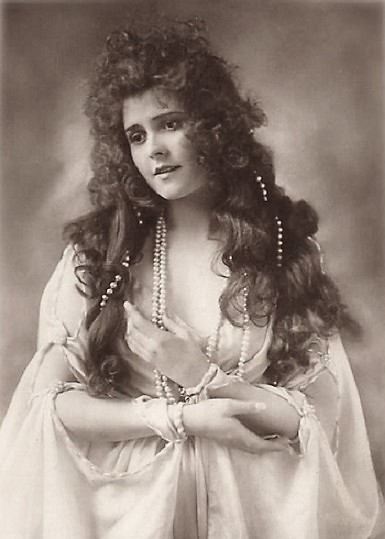
Liane Haid, portrait par Rudolf Koppitz, 1930
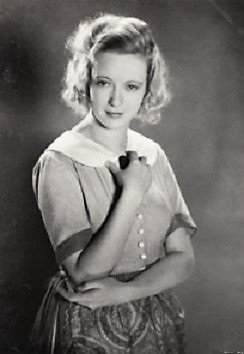
Hertha Thiele, c.1930
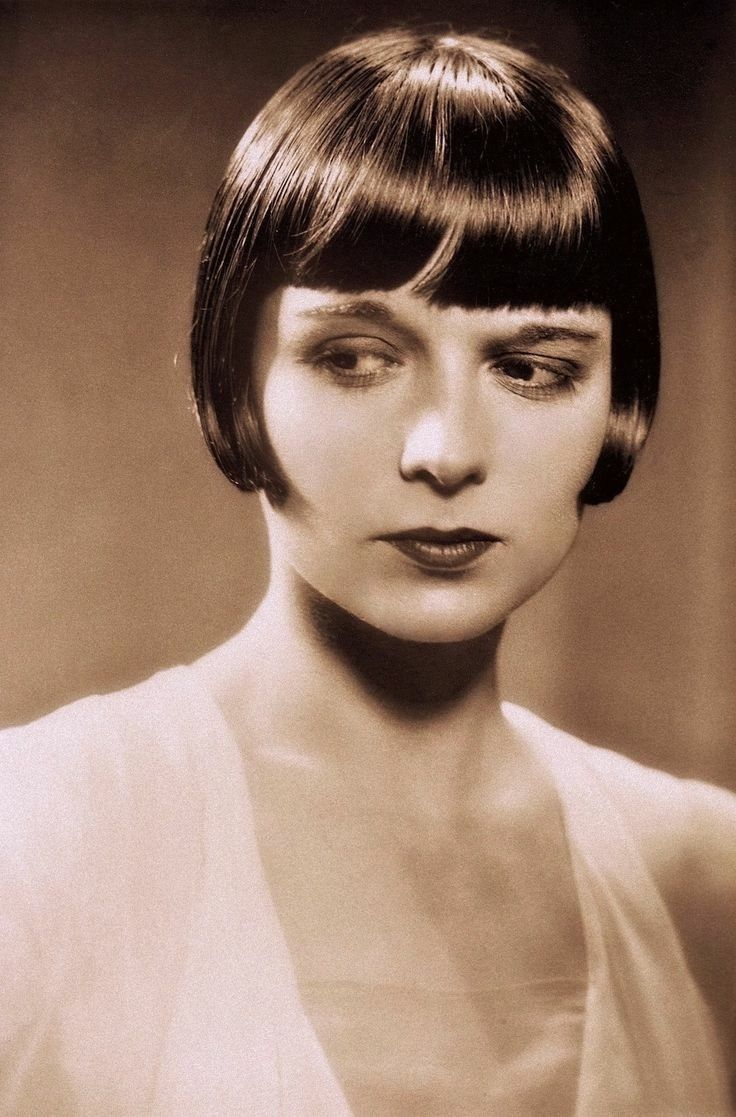
Louise Brooks, 1929

### Acteurs
Quelques acteurs très célèbres à l'époque sont à l'affiche de plusieurs films de la Nouvelle objectivité, dont Werner Krauss, fameux interprète du Docteur Caligari, Fritz Kampers, le jeune premier Werner Pittschau, disparu à 26 ans dans un accident d'automobile, et Ernst Busch, acteur et metteur en scène engagé à gauche. À la fois scénariste et acteur, Heinrich Zille apparait dans plusieurs "Zille-films".

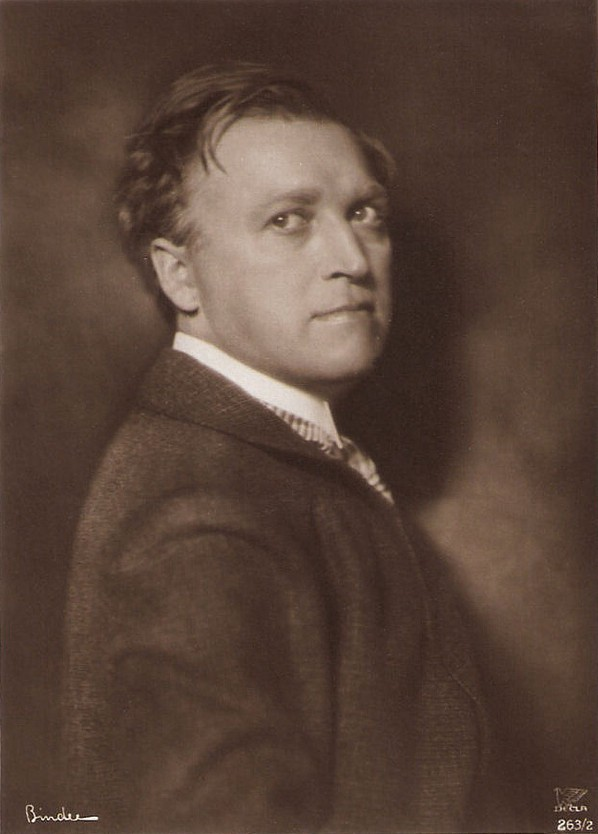
Werner Krauss, portrait par Alexander Binder, c.1920
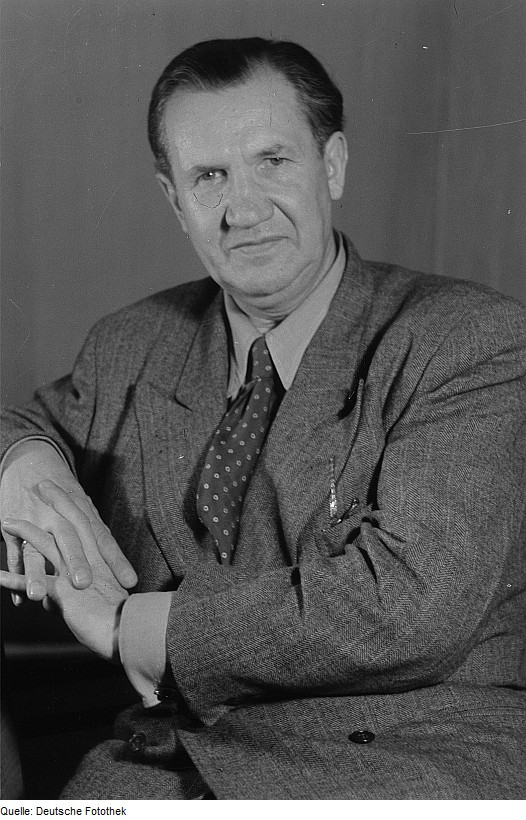
Fritz Kampers, portrait par Roger et Renate Rössing, 1947
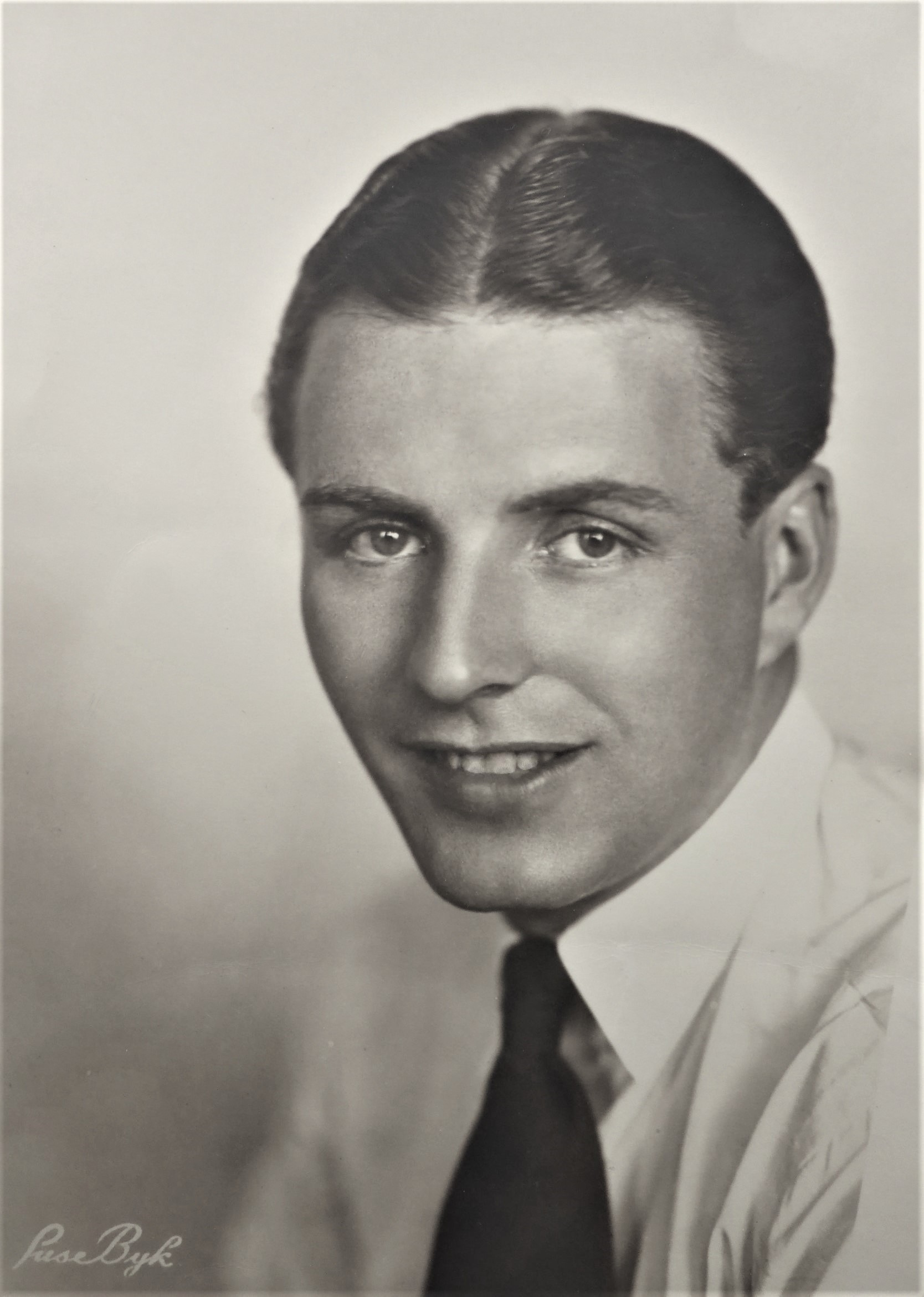
Werner Pittschau portrait par Suse Byk, 1928
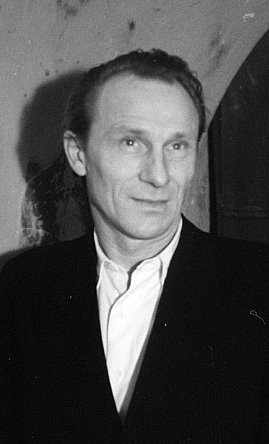
Ernst Busch, photographié par Avraham Pisarek (en), 1946
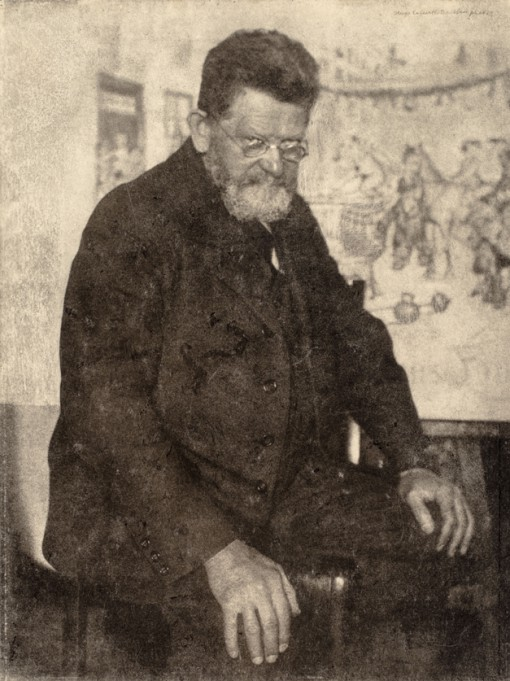
Heinrich Zille, portrait par Hugo Erfurth, 1922

## Autriche

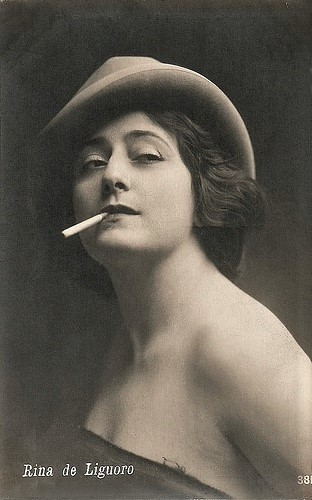
Rina De Liguoro

Plusieurs cinéastes de l'époque sont d'origine austro-hongroise, mais c'est à Berlin qu'ils ont trouvé les meilleures conditions pour réaliser leurs films et acquérir la notoriété, qui, le moment venu, facilitera l'exil de ceux qui ne veulent pas se compromettre avec le nazisme, ou sont d'origine juive, communistes ou homosexuels. Bien qu'oubliée par les historiens du cinéma,,, la Nouvelle objectivité, avec l'approche sociale qui la caractérise, n'en a pas moins existé dans l'Autriche de l'entre-deux-guerres. Le premier exemple est À travers les quartiers de la misère et du crime, un court métrage de Robert Land de 1920 d'après les reportages sociaux et les photographies d'Emil Kläger (de) et Hermann Drawe. Heinz Hanus (de) réalise Femmes de la banlieue viennoise (de) (1925) et
Autres femmes (de) (1928), considéré comme le premier film lesbien de l'histoire du cinéma, avec Rina De Liguoro et Vivian Gibson (de). Il y a également Haifische der Nachkriegszeit (Les requins d'après-guerre) d'Eugen Preiß (de) (1926), À l'ombre de la chaise électrique (de) d'Alfréd Deésy inspiré par l'affaire Sacco et Vanzetti (1927), Au-dela de la rue (de) de Leo Mittler (1929) et Une prostituée a été assassinée (de), court métrage de Conrad Wiene de 1929 avec Mary Kid.

## Postérité
En mettant la critique sociale et politique au cœur de leurs films, ainsi que la place de la femme dans la société, les cinéastes du nouveau cinéma allemand des années 1960-1970 renouent avec la Nouvelle objectivité de la république de Weimar. Alexander Kluge est le doyen de cette génération de réalisateurs ; après Anita G., il continue à mettre en scène des personnages féminins d'un milieu populaire aux prises avec la famille ou avec la société. De même, Rainer Werner Fassbinder a fait une dizaine de films et téléfilms ayant pour personnage principal une héroïne, la plupart avec Hanna Schygulla et Barbara Sukowa.

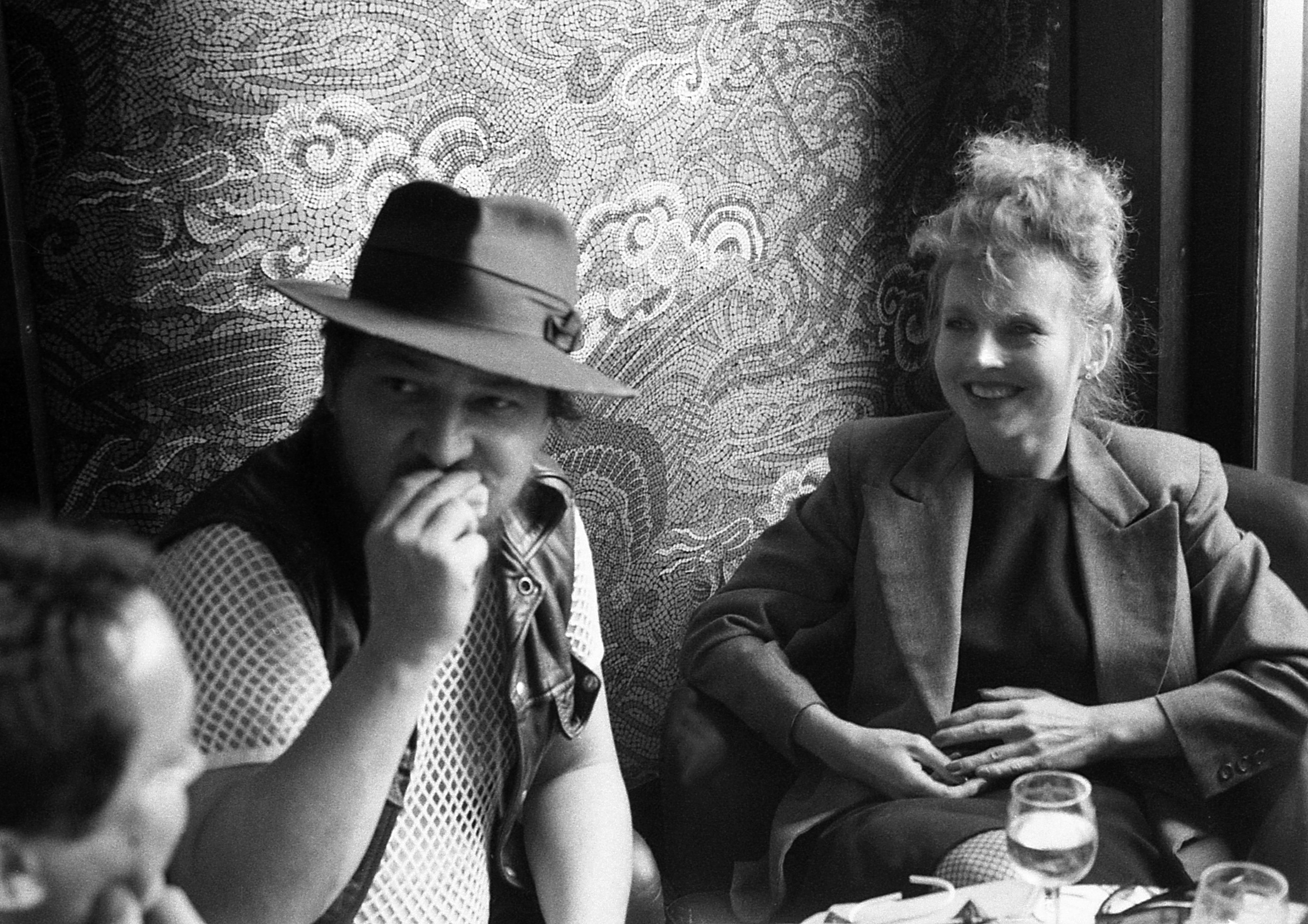
Rainer Werner Fassbinder et Hanna Schygulla à la Mostra de Venise, 1980

Plusieurs auteurs adaptent les œuvres allemandes les plus marquantes des années 1920 : Rainer Werner Fassbinder réalise Pionniers à Ingolstadt, d'après la pièce Pioniere in Ingolstadt (de) de Marieluise Fleisser, qui avait été mise en scène par Bertolt Brecht à Berlin en 1929, et alors à l'origine d'un grand scandale. Il fait aussi le remake de Mutter Krausens Fahrt ins Glück (L'Enfer des pauvres, 1929) avec Mutter Küsters' Fahrt zum Himmel (Maman Küsters s'en va au ciel, 1975). L'émancipation de la femme, qui avait fortement progressé pendant la république de Weimar avant d'être réduite à néant par le Troisième Reich, revient comme sujet principal du Frauenfilm.
Avec la série télévisée Berlin Alexanderplatz, Fassbinder illustre en 14 épisodes le célèbre roman Berlin Alexanderplatz d'Alfred Döblin. La fascination de la grande ville, en l'occurrence Berlin, est aussi un thème repris par le nouveau cinéma allemand.
Bertolt Brecht reste l'auteur le plus adapté, avec entre autres Baal de Volker Schlöndorff, où joue R. W. Fassbinder, et une nouvelle version de L'Opéra de quat'sous en 1963 ; Jean-Marie Straub et Danièle Huillet réalisent Leçons d'histoire d'après Les Affaires de monsieur Jules César et Helma Sanders-Brahms s'inspire du poème O Deutschland, bleiche Mutter ! de 1933 pour son film Allemagne, mère blafarde (1980).
En France, au Québec et aux États-Unis, le cinéma-vérité, décrit à son origine comme le « constat brut d'une réalité sociale ou psychologique, où le cinéaste est le témoin impartial de la réalité », rejoint les conceptions du cinéma-vérité soviétique des années 1925-1933 et celles de la Nouvelle objectivité allemande.